# Camera di riunione

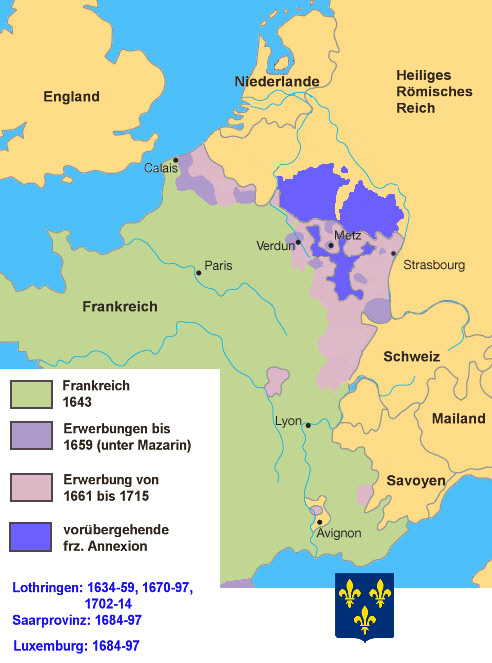
Le riunioni di Luigi XIV (blu scuro)

Camera di riunione (in lingua francese: Chambre de réunion) era il nome dei tribunali speciali istituiti nel Regno di Francia da Luigi XIV nel 1670 per investigare i territori effettivamente in possesso del suo regno, scoprendo quali fossero state le "dipendenze" di province e città cedute alla Francia con il trattato di Vestfalia (1648), il trattato di Aquisgrana (1668) e il trattato di Nimega (1678). La Camere di Riunione, leali al re, dopo un'attenta revisione di documenti risalenti addirittura al Medioevo, riuscirono a dimostrare, mediante artifici legali, come un gran numero di aree appartenessero di diritto alla Francia dopo le conquiste ottenute. Grazie al loro operato Luigi XIV riuscì a "riunire" città o dipendenze contigue alla frontiera della Francia e acquistò, fra l’altro, la città libera imperiale di Strasburgo (1681), ma anche Landau, la contea di Vaudémont, Sarrebourg, la contea di Saarbrücken (in francese Sarrebruck), il principato di Salm-Salm, parte del Lussemburgo (Luxembourg), Homburg (Hombourg), Zweibrücken (Deux-Ponts), la contea di Montbéliard, Wissembourg e una parte della Bassa Alsazia.
Con il trattato di Rijswijk del 1697 per la prima volta la Francia di Luigi XIV soffrì delle perdite territoriali: vennero annullate tutte queste precedenti acquisizioni, a parte quattro quinti dell'Alsazia con Strasburgo.